# فرودگاه متیتو اندی
فرودگاه متیتو اندی (به انگلیسی: Mtito Andei Airport) یک فرودگاه همگانی، غیرنظامی است که یک باند فرود سنگفرش دارد و طول باند آن ۱۴۰۰ متر است. این فرودگاه در کشور کنیا قرار دارد و در ارتفاع ۷۳۱ متری از سطح دریا واقع شده‌است.